# الحرس الوطني (لاتفيا)
الحرس الوطني (اللاتفية: Zemessardze (ZS)) هي جزء من القوات المسلحة الوطنية. NG هو عنصر الأرض الأساسية، والتي تتكون من المتطوعين الذين يؤدون الواجبات التقليدية للحرس الوطني مثل التصدي للأزمات وتقديم الدعم للعمليات العسكرية. وتتكون من 3 مناطق من الحرس الوطني. الحرس الوطني لا تزال التنمية أيضا بعد لاتفيا قد انضمت إلى منظمة حلف شمال الأطلسي.

## التاريخ

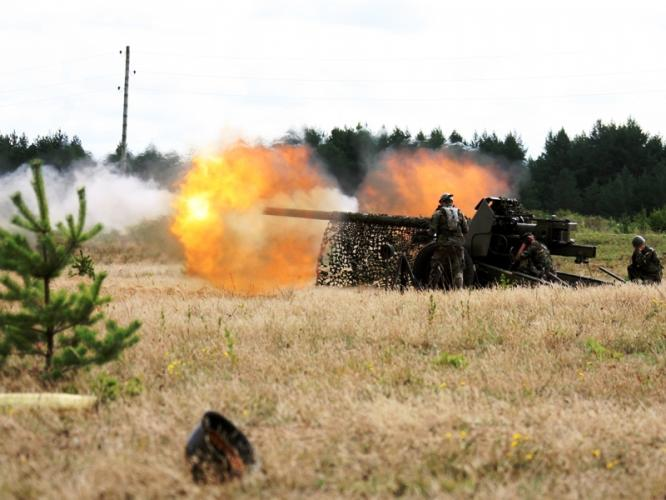
قوات الحرس الوطني بإطلاق المدفعية

تم تأسيس الحرس الوطني في آب عام 1991 بوصفها منظمة طوعية العامة للدفاع عن النفس العسكري. ويمكن تتبع جذورها إلى ما قبل الحرب العالمية الثانية Aizsargi تنظيم. هذا هو هيكل أكبر NAF من حيث العدد. وقد لعب الحرس الوطني دائما دورا أساسيا في نظام الدفاع الوطني من خلال السماح للمشاركة الجمهور في الدفاع الوطني. وقد تم تحويل عدد من كتائب الحرس الوطني في القوات الاحتياطية عالية الاستعداد، والتي يمكن نشرها فورا في العمليات العسكرية الدولية.
منظمة الشباب التابعة للحرس الوطني، وJaunsardze (الحرس الشباب)، وقد تم تأسيسها في عام 1992. هذا هو أكبر حركة الشباب في لاتفيا، والجمع بين الشباب من سن 12 إلى 18 سنة.
تم إدخال عنصر الطيران في عام 1993، مع أسطول مكون من الاتحاد السوفيتي السابق DOSAAF طائرة خفيفة والطائرات الشراعية. في عام 2000 وأصبح العنصر الطيران جزء من القوة الجوية.

## البعثة

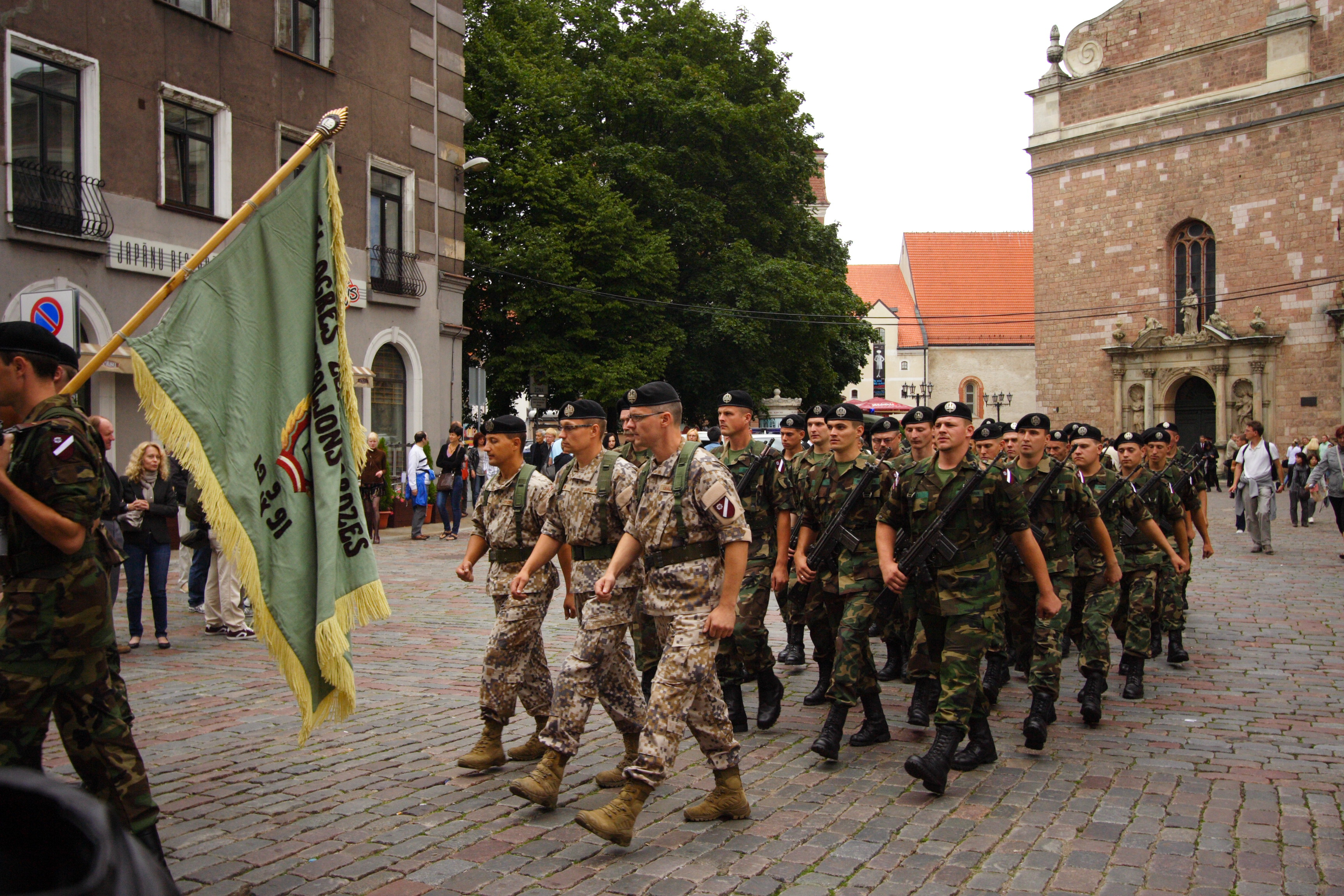
موكب جنود الحرس الوطني في ريغا (2011)

المهمة الرئيسية للحرس الوطني هو دعم قوة الأرض العادية وحدات من الدفاع عن التراب الوطني خلال التهديد العسكري وأداء NAF الدعم القتالي والقتال وظائف النقل والإمداد. في الوقت نفسه، فإن الحرس الوطني الاستمرار في تقديم المساعدة للمراقبة العامة بشأن الأزمة، وكذلك إلى الدولة الشرطة بخصوص تقديم القانون والنظام العام، والاستمرار في الحفاظ على المواقع ذات الأهمية للأمن القومي.
المهمة الرئيسية للحرس الوطني هي:
- التأكد من جاهزية قتالية وحشد من وحداتها الخاصة؛
- توفير التدريب القانوني والعسكري للجنود الحرس الوطني؛
- توفير النظام القضائي الوطني.

## هيكل
الحرس الوطني (NG) مقر
الحرس الوطني المنطقة (نيجيريا) 1:
- الحرس الوطني كتيبة المشاة 44
- الحرس الوطني كتيبة المشاة 45
- الحرس الوطني كتيبة المشاة 46
- الحرس الوطني كتيبة المشاة 51
- الحرس الوطني كتيبة المشاة 52

الحرس الوطني المنطقة (نيجيريا) 2:
- الكتيبة اللوجستية NG 35
- الحرس الوطني كتيبة المشاة 31
- الحرس الوطني كتيبة المشاة 32
- الحرس الوطني كتيبة المشاة 55
- الحرس الوطني كتيبة المشاة 56
- كتيبة المدفعية 34 NG
- NG كتيبة الدفاع أسلحة الدمار الشامل 31

الحرس الوطني المنطقة (نيجيريا) 3:
- الكتيبة اللوجستية NG 19
- الحرس الوطني كتيبة المشاة 22
- الحرس الوطني كتيبة المشاة 27
- الكتيبة الطلابية NG
- الكتيبة المهندس NG 54
- NG الدفاع الجوي كتيبة 17

## معدات
التسليح: 100 مم K 53 مدافع، 90 مم M 1110 ‏ المدافع المضادة للدبابات، 120 ملم، 82 ملم، و71 مدافع هاون عيار و40 ملم L70 المضادة للطائرات البنادق، كارل غوستاف 84 قاذفة مم؛ مدفع رشاش ثقيل رشاش M2 Browninig براوننج "كال 0.50"؛ هيكات الثاني كبير من العيار الثقيل بنادق قنص؛ إف إن ماج مدافع رشاشة (KSP 58 ب)؛ AK-4 والمقاطع & كوتش G36 بنادق هجومية KV، كارل غوستاف M45 مدفع رشاش (Kulsprutepistol m/45).
نقل: مرسيدس بنز الفئة-G جيب (MB240GD)؛ هامفي؛ فولفو C303 4X4، 6X6 C304، وC306 6X6؛ يونيماج 406، مرسيدس بنز 1017؛ VOLVO 934، 939 VOLVO VIKING (4X4)، Bandvagn 206 (بي 206).

## التعاون
وقد أنشأ الحرس الوطني التعاون الوثيق مع المنظمات المماثلة في الخارج - في الولايات المتحدة ميشيغان جيش الحرس الوطني، في الجيش الأسترالي الاحتياطي، في المملكة المتحدة الإقليمية جيش، والصفحة الرئيسية الحرس منظمات الدنمارك، السويد، النرويج، ليتوانيا واستونيا.